# جين بايس
جين بايس (بالإنجليزية: Jeanne Bice)‏ هي سيدة أعمال ومصممة أزياء أمريكية، ولدت في 20 يوليو 1939 في فوند دو لاك في الولايات المتحدة، وتوفيت في 10 يونيو 2011 في بوكا راتون في الولايات المتحدة.